# Fyrd
I fyrd costituivano un importante apparato militare anglosassone ai tempi di Alfredo il Grande, sovrano del Wessex vissuto attorno al IX secolo. 
Era una milizia creata direttamente dal generale o dal sovrano ed era costituita da contadini, fattori e giovani ragazzi che venivano chiamati in caso di pericolo per il regno minacciato da forze straniere. In particolare Alfredo impiegò tale milizia per la prima volta per fronteggiare l'attacco dei vichinghi sulle coste orientali britanniche, in particolare del regno di Northumbria. Questo particolare esercito verrà chiamato alle armi anche sotto il regno di Guglielmo il Conquistatore, duca normanno che conquistò l'Inghilterra nel 1066 a seguito della vittoria nella battaglia di Hastings. 
Alla fine il fyrd divenne un'armata costituita principalmente da soldati esperti insieme a paesani e contadini, provenienti dalle contee del regno anglosassone che accompagnavano i loro signori.

## Definizioni
I sovrani germanici vissuti in Bretagna durante l'Alto Medioevo, riorganizzarono il dipartimento della fanteria, con l'introduzione della coscrizione regionale, questo sistema veniva chiamato fyrd e il suo potere militare dipendeva unicamente dai vari regni dell'Inghilterra anglosassone. Nei documenti anglosassoni, il servizio militare veniva espresso da termini quali: fyrd-faru, fyrd-foereld, fyrd-socne o semplicemente fyrd. Esso era una milizia locale stanziata nella contea anglosassone, in cui tutti gli uomini liberi dovevano servire. Coloro che si rifiutavano di prestare il servizio militare nel fyrd, andavano incontro a multe oppure venivano privati delle loro terre.
Secondo le leggi indette dal sovrano Ine:
Il fyrd della contea aveva il compito di difendere le città e i paesi da possibili saccheggi locali. Il re poteva inoltre convocare la milizia nazionale per difendere il regno, tuttavia in caso di incursioni vichinghe, si presentavano problemi di comunicazione e i rifornimenti aumentavano drasticamente il che significava che la milizia nazionale non poteva essere radunata velocemente, così raramente fu convocata.
Gli storici sono tutt'oggi divisi su quali persone facevano parte del fyrd. Era l'organo militare dei contadini contraddistinto dai thegn e mercenari? Erano contadini e thegn insieme?  Oppure era una combinazione di tutti e tre? Inizialmente la forza armata molto probabilmente era costituita interamente da fanteria. Tuttavia, ai tempi di Alfredo probabilmente era presente anche la fanteria montata, il quale poteva spostarsi molto rapidamente grazie ai propri cavalli in qualsiasi luogo per scacciare gli invasori. Dopo la riorganizzazione compiuta da Alfredo, furono introdotti due nuovi elementi nel suo esercito. Il primo conosciuto con il termine di select-fyrd, un'unità strettamente reale di fanteria a cavallo composta principalmente da thegns e dai loro servitori. Il secondo invece era una milizia locale detta anche general-fyrd, il quale si occupava della difesa della contea e dei borghi, era composta da uomini liberi, ovvero contadini affittuari e dai loro rispettivi thegns. Nell'XI secolo la fanteria fu rafforzata dall'aggiunta di una forza d'élite, gli huscarli. Alcuni studi recenti, suggeriscono che c'era un solo select-fyrd, in cui la fanteria montata sia stata fornita dal Wessex.
Il termine in inglese antico che la Cronaca anglosassone utilizza per riferirsi alla grande armata danese è "here", Ine del Wessex nel diritto anglosassone, con la legge 694, dà una definizione al termine "here"; un esercito d'invasione o un gruppo d'assalto con più di trentacinque uomini. Tuttavia secondo alcune fonti più recenti le parole "here" e "fyrd" venivano utilizzate in modo intercambiabile per riferirsi alla milizia inglese.
I proprietari terrieri nell'Inghilterra anglosassone avevano una triplice obbligazione sulla loro terra; i cosiddetti oneri comuni di servizio militare, lavori di fortificazione e riparazione dei ponti. Anche quando un proprietario terriero riceveva esenzioni da altri servizi reali, questi tre doveri erano riservati. Un esempio di ciò, lo ritroviamo in un documento datato all'anno 858, quando Etelberto del Kent fece uno scambio di terra con il suo thegn Wulflaf. Tale scambio stabilì che la terra di Wulflaf era totalmente libera da tutti i servizi reali e oneri secolari, ad eccezione degli oneri comuni sopracitati.
Secondo le leggi emanate da Canuto il Grande è previsto che:

## Organizzazione
Durante il periodo dei fyrd, l'Inghilterra aveva subito diverse incursioni da parte dei vichinghi, inizialmente si concentrarono a saccheggiare i monasteri. Il primo monastero ad esser stato saccheggiato fu nel 793 a Lindisfarne, al largo della costa nord-est, secondo cui la Cronaca anglosassone descrive i vichinghi come heathen men (pagani). Le incursioni proseguirono fino all'anno 860, quando invece di razziare i vichinghi cambiarono strategia e inviarono un grande esercito per invadere l'Inghilterra. Questo esercito nella Cronaca anglosassone viene chiamato la grande armata danese. I danesi alla fine furono sconfitti da Alfredo il Grande nella battaglia di Ethandun nel 878. In seguito a ciò ci fu il trattato tra Alfredo e il re vichingo Guthrum, in cui fu stabilito che l'Inghilterra doveva essere divisa tra gli anglosassoni del Wessex e i vichinghi. Tuttavia, un altro esercito danese ha continuato a marciare per occupare la Gran Bretagna. Di conseguenza Alfredo iniziò una serie di ordinanze militari per proteggere il suo regno dalla minaccia pagana. Fece costruire una flotta navale, riorganizzò l'esercito, addestrò la cavalleria e creò un sistema di città fortificate conosciute come le burhs.
Ciascun elemento del nuovo sistema introdotto da Alfredo era destinato a porre rimedio ai difetti dell'apparato militare sassone venuti fuori dalle incursioni e invasioni vichinghe. Se con il vecchio sistema militare non potevano essere radunati eserciti in fretta per intercettare i razziatori vichinghi, la risoluzione fu di avere una forza di campo stanziata. Il nuovo sistema trasformò il fyrd sassone ad ovest da una leva sporadica composta dai soldati del re in un esercito a cavallo. Se il nemico attaccava dal mare, sarebbero stati contrastati grazie alla nuova flotta navale. Per mantenere le burhs e l'esercito stanziato, Alfredo istituì un sistema di tassazione e di coscrizione, il quale è registrato in un documento, oggi conosciuto come il Burghal Hidage; trentatré città fortificate sono elencate con il loro valore imponibile detto anche hide. Tipicamente, tutte le innovazioni portate da Alfredo erano saldamente radicate nella pratica tradizionale sassone occidentale, così come fu fatto per i tre oneri comuni, tutti coloro che erano in possesso di prestiti reali dovevano essere versati alla Corona. Alfredo rivelò il suo genio quando creò la forza di campo stanziata e le burhs, che facevano parte di un sistema militare coerente.
Il fyrd fu utilizzato spesso da Aroldo II nel 1066, con la resistenza all'invasione di Harald Hardråde e Guglielmo il Conquistatore.
Il re anglo-normanno Enrico I, il quale ha promesso alla sua incoronazione di ripristinare le leggi di Edoardo il Confessore, si sposò con una principessa scozzese con discendenza reale sassone occidentale, radunò il fyrd per integrarlo alle sue leve feudali, per formare un unico esercito di tutta l'Inghilterra, così come è stato documentato da Orderico Vitale, questo esercito aveva il compito di contrastare le invasioni fallimentari del fratello Roberto II durante l'estate del 1101 e nell'autunno del 1102.
Agli inizi dell'organizzazione militare americana, essa era considerata essere un fyrd per la difesa della Virginia coloniale.